# Frente Nacional Búlgaro
El Frente Nacional Búlgaro (búlgaro: Български Национален Фронт (Bulgarski natsionalen front) o BNF) es un movimiento político anticomunista activo entre las poblaciones emigrantes búlgaras. El grupo, que está activo en varios países pero no en la propia Bulgaria, se ha caracterizado por ser de extrema derecha y una continuación de movimientos fascistas anteriores.

## Organización
El BNF fue formado en Múnich, Alemania en 1947 por búlgaros que vivían en el exilio en la ciudad bajo el liderazgo de Ivan Dochev. El objetivo declarado del grupo era oponerse al comunismo en Bulgaria e influir en la opinión occidental contra el régimen comunista, al tiempo que buscaba aumentar el activismo entre los emigrados. La membresía del grupo estaba compuesta principalmente por exmiembros de la Unión Nacional de Legiones Búlgaras, muchos de los cuales habían colaborado con la Alemania nazi. En poco tiempo, el BNF había establecido sucursales en los Estados Unidos, Europa occidental y América del Sur, así como la base de Dochev de Canadá. Su revista principal era Svoboda, una publicación multilingüe que apareció por primera vez en Alemania en 1959 antes de mudarse a Canadá en 1970.

## Actividades en Norteamérica
El grupo estaba asociado con el Consejo de Grupos de Herencia Republicana, un desarrollo formalizado de la "División Étnica" del Partido Republicano que se estableció en 1969. El Comité Nacional Búlgaro, un grupo de emigrados conservadores, advirtió en contra de permitir que el BNF sea involucrado en este grupo, denunciándolo como fascista, aunque la administración de Richard Nixon no se movió en su contra y Radi Slavoff del BNF se desempeñó como director ejecutivo del Consejo. En 1984, Dochev se hizo a un lado como líder en favor de George Paprikoff y bajo Paprikoff, el BNF se involucró más en la política del Partido Republicano, haciendo campaña por Ronald Reagan y escribiendo en apoyo de él en su diario Borba.
El BNF también fue miembro de la Coalición para la Paz a través de la Fuerza (CPTS), un grupo de presión ad hoc del Consejo de Seguridad de los Estados Unidos que se opone al desarme nuclear, así como de la Liga Mundial Anticomunista.
En Canadá, el BNF llamó la atención por las protestas que realizó en Toronto en 1971 contra la visita de Alekséi Kosyguin, un mitin realizado en Ottawa en 1976 y las misas anuales celebradas el 9 de septiembre, fecha del establecimiento de la República Popular de Bulgaria, para conmemorar a los muertos búlgaros en la guerra.

## Poscomunismo
Tras el colapso del comunismo en Bulgaria, el BNF volvió a estar activo en su tierra natal, en gran parte en apoyo de la Unión de Fuerzas Democráticas. Como organización con sede en el extranjero, la BNF todavía está activa desde su base en Chicago. 

## Grupo escindido
Un grupo separado que usa el mismo nombre y está dirigido por el ex activista del BNF Nikola Altunkov se estableció como un partido político búlgaro de extrema derecha en 1994. Estrechamente vinculado a la versión búlgara de la Organización Interna Revolucionaria de Macedonia, este nuevo BNF, que publica con frecuencia trabajos en elogio de la Unión Nacional de Legiones Búlgaras y otros grupos extremistas de esa época ha encontrado poco apoyo político y su porcentaje de votos en las elecciones de 2001 fue apenas insignificante.